# Muertes de Jakelin Caal y Felipe Gómez Alonzo
Jakelin Amei Rosmery Caal Maquin (15 de febrero de 2011 – 8 de diciembre de 2018) y Felipe Gómez Alonzo (24 de mayo de 2010 – 24 de diciembre de 2018) eran niños inmigrantes guatemaltecos que murieron, en incidentes separados, mientras estaban bajo custodia de la Patrulla Fronteriza de los Estados Unidos en diciembre de 2018, después de haber ingresado al país, al cruzar la frontera entre México y Estados Unidos .
Caal era una niña qʼeqchiʼ de siete años del departamento guatemalteco de Alta Verapaz que murió por deshidratación, shock e insuficiencia hepática mientras estaba bajo custodia de la Patrulla Fronteriza, tras haber ingresado ilegalmente al país con su padre, Nery Caal.
Gómez Alonzo era un niño chuj de ocho años del departamento guatemalteco de Huehuetenango que murió en Nochebuena. Le diagnosticaron un resfriado, pero no le hicieron pruebas de gripe, una condición que se confirmó solo después de su muerte.
Ambas muertes generaron controversia, con algunos culpando a las políticas de inmigración de la Administración Trump, y otros culpando a las familias y argumentando que las muertes eran un peligro de la inmigración ilegal. Inicialmente se pensó que ambos eran los primeros niños inmigrantes que morían bajo custodia de Estados Unidos desde 2010, pero en mayo de 2019 se reveló que otro niño inmigrante había muerto en estas circunstancias unos tres meses antes que Caal y Alonzo, en septiembre de 2018.

## Circunstancias

### Jakelin Caal
Caal y su padre, Nery Caal, de 29 años, provenían de la comunidad indígena de Raxruhá, una región qʼeqchiʼ de Alta Verapaz, Guatemala. En diciembre de 2018, ingresaron a los EE. UU. desde México, en las afueras de Antelope Wells, Nuevo México. Los informes iniciales indicaron que la niña había estado sin comida ni agua durante los últimos días del viaje, pero su familia niega esa afirmación. El Departamento de Seguridad Nacional emitió un comunicado indicando que el personal del DHS realizó una evaluación inicial cuando la niña fue detenida y que "la evaluación inicial no reveló evidencia de problemas de salud". Caal estaba entre un gran grupo de inmigrantes que se entregaron a las autoridades al llegar a la frontera de Nuevo México el 6 de diciembre de 2018. La subieron a un autobús y su padre indicó que tenía fiebre y vómitos. No se les brindó atención médica hasta que llegaron a una instalación de patrulla fronteriza noventa minutos después. Ocho horas después de ser detenida, Caal comenzó a sufrir convulsiones y su temperatura corporal se disparó a 105,7. °F (40,9 °C). Luego fue trasladada en avión a un hospital en El Paso, Texas, donde murió al día siguiente.
El cuerpo de Caal fue transportado en avión desde Laredo, Texas, a Guatemala el domingo 23 de diciembre de 2018, para ser devuelto a Raxruha. El 29 de marzo de 2019, se publicó un informe de autopsia que determinó que la causa de la muerte fue sepsis estreptocócica, un tipo de infección bacteriana. Associated Press informó que "se encontraron rastros de la bacteria estreptococo en los pulmones, la glándula suprarrenal, el hígado y el bazo de Jakelin", una condición que provocó la falla de múltiples órganos.

### Felipe Gómez Alonzo
Gómez Alonzo y su padre, Agustín Gómez, eran migrantes de habla chuj de Yalambojoch, un asentamiento en el municipio de Nentón, en el departamento de Huehuetenango, descrito como "una comunidad pobre de retornados de México que habían huido de Guatemala en los años más sangrientos de la guerra civil de ese país de 1960-1996 ". El padre y el hijo abandonaron Guatemala tras escuchar rumores "de que a los padres y a los niños se les permitiría migrar a Estados Unidos". Fueron detenidos en la frontera de Nuevo México el 18 de diciembre de 2018 y llevados a una instalación en El Paso, Texas. Luego fueron trasladados a una instalación en Alamogordo, Nuevo México, y permanecieron bajo custodia de la Patrulla Fronteriza el 24 de diciembre, cuando Gómez Alonzo comenzó a mostrar los primeros síntomas de enfermedad. Los familiares de Gómez Alonzo han dicho que el niño "no estaba enfermo en el camino; no estaba enfermo aquí". Sin embargo, mientras estaba detenido desarrolló un trastorno bipolar. °F (39,4 °C) fiebre. Lo llevaron al hospital donde le diagnosticaron un resfriado común y fiebre, pero no le realizaron la prueba de gripe. Le recetaron amoxicilina e ibuprofeno y le dieron el alta esa misma tarde. Gómez Alonzo luego comenzó a vomitar y fue llevado nuevamente al hospital, donde murió minutos antes de la medianoche del 24 de diciembre de 2018.

## Respuestas
La muerte de Caal provocó respuestas de personalidades de alto perfil, como Hillary Clinton tuiteando:

No hay palabras para expresar el horror de una niña de siete años que muere de deshidratación bajo custodia estadounidense. Lo que está sucediendo en nuestras fronteras es una crisis humanitaria.

Otros políticos y celebridades abordaron esta muerte desde diversas posiciones, algunos argumentando que fue culpa de la familia de la niña por llevarla en el arduo viaje desde Guatemala a Estados Unidos, y otros argumentando que las políticas migratorias de la Administración Trump contribuyeron a la muerte. Una carta de cinco miembros del Congreso solicitó que el inspector general interino del DHS investigara la muerte, declarando:

Debido a la gravedad de esta tragedia y las muchas preguntas que quedan, le solicitamos que inicie una investigación sobre este incidente, así como sobre las políticas o prácticas de CBP que pueden haber contribuido a la muerte del niño.

La carta fue firmada por Jerrold Nadler, Zoe Lofgren, Joaquín Castro, Pramila Jayapal y Lucille Roybal-Allard. El congresista Beto O'Rourke dijo que "estamos causando sufrimiento y en el caso de Jakelin, de siete años, estamos causando muerte". En El Paso, Texas, los manifestantes exigieron que se investigara la muerte.
La secretaria de Seguridad Nacional , Kirstjen Nielsen, afirmó que la muerte de Caal era "un ejemplo muy triste de los peligros de este viaje" y que "esta familia decidió cruzar ilegalmente". El subsecretario de prensa de la Casa Blanca, Hogan Gidley, negó que la administración Trump tuviera alguna responsabilidad "por el hecho de que un padre llevara a su hijo de viaje a través de México para llegar a este país". El 15 de diciembre de 2018, el periodista de NPR Scott Simon abrió una historia sobre la muerte diciendo: "No dudo de que los agentes de Aduanas y Protección Fronteriza de Estados Unidos hicieron todo lo posible para tratar de salvar la vida de Jakelin Caal Maquin, una niña de 7 años de Guatemala, que murió bajo la custodia de los Estados Unidos". El periodista Jon Schwarz de The Intercept respondió con una serie de respuestas criticando a Simon en Twitter.
La muerte de Gómez Alonzo, ocurrida menos de tres semanas después, fue inmediatamente comparada con la muerte de Caal, y de manera similar condujo a llamados de los legisladores para investigar la muerte y redactar leyes para prevenir más incidentes de este tipo. Los médicos cuestionaron si la muerte de Gómez Alonzo era en parte atribuible a que el personal de patrulla fronteriza no le realizó una prueba de gripe, y Colleen Kraft, presidenta de la Academia Estadounidense de Pediatría, encontró específicamente que Gómez Alonzo "no era apreciado por estar tan enfermo como estaba", y que "claramente su tratamiento no fue adecuado".
The Guardian señaló que estas no fueron las únicas muertes de inmigrantes bajo custodia de agencias estadounidenses encargadas de vigilar la inmigración: una niña de 19 meses murió en mayo de 2018 y otras 12 personas murieron en 2018 en centros de detención de adultos. En respuesta a la muerte de Gómez Alonzo, la secretaria Nielsen dijo que el sistema de inmigración de Estados Unidos había sido "llevado a un punto de quiebre por aquellos que buscan fronteras abiertas", lo que requiere cambios en los procedimientos de detención. El 29 de diciembre de 2018, el presidente Donald Trump abordó el tema por primera vez al tuitear:

Cualquier muerte de niños u otras personas en la frontera es estrictamente culpa de los demócratas y sus patéticas políticas de inmigración que permiten a las personas hacer el largo viaje pensando que pueden ingresar a nuestro país ilegalmente.

Trump afirmó además en su tuit que construir un muro entre Estados Unidos y México impediría que las personas con niños siquiera intentaran inmigrar. Trump reavivó el interés en la muerte de Jakelin Caal tres meses después, el 30 de marzo de 2019, cuando declaró incorrectamente a los periodistas que "el padre no le dio agua al niño durante un largo período de tiempo" y que el padre "en realidad admitió la culpa". Sin embargo, Fox News informó de un artículo de verificación de hechos de Associated Press que señalaba que: "Ni el informe de la autopsia ni los informes de la Oficina de Aduanas y Protección Fronteriza de ese momento hablaban de deshidratación".

## Más revelaciones sobre muertes de niños inmigrantes
A fines de mayo de 2019, se reveló que otra niña inmigrante, Darlyn Cristabel Cordova-Valle de El Salvador, había muerto en estas circunstancias unos tres meses antes que Caal y Alonzo, en septiembre de 2018. Dean Obeidallah afirmó que el hecho de que la Administración Trump no informara sobre esta muerte fue un encubrimiento destinado a influir en las elecciones estadounidenses de 2018, y cuestionó si la divulgación oportuna de esa muerte habría "resultado en que la Patrulla Fronteriza de los Estados Unidos y otros que cuidaban a estos niños, cambiaran sus procedimientos para mejor, posiblemente salvando las vidas de los dos niños migrantes pequeños, Jakelin Caal, de 7 años, y Felipe Gómez Alonzo, de 8 años".
Hasta mayo de 2019, seis niños migrantes habían muerto bajo custodia de Estados Unidos.